# Tequisquiapan

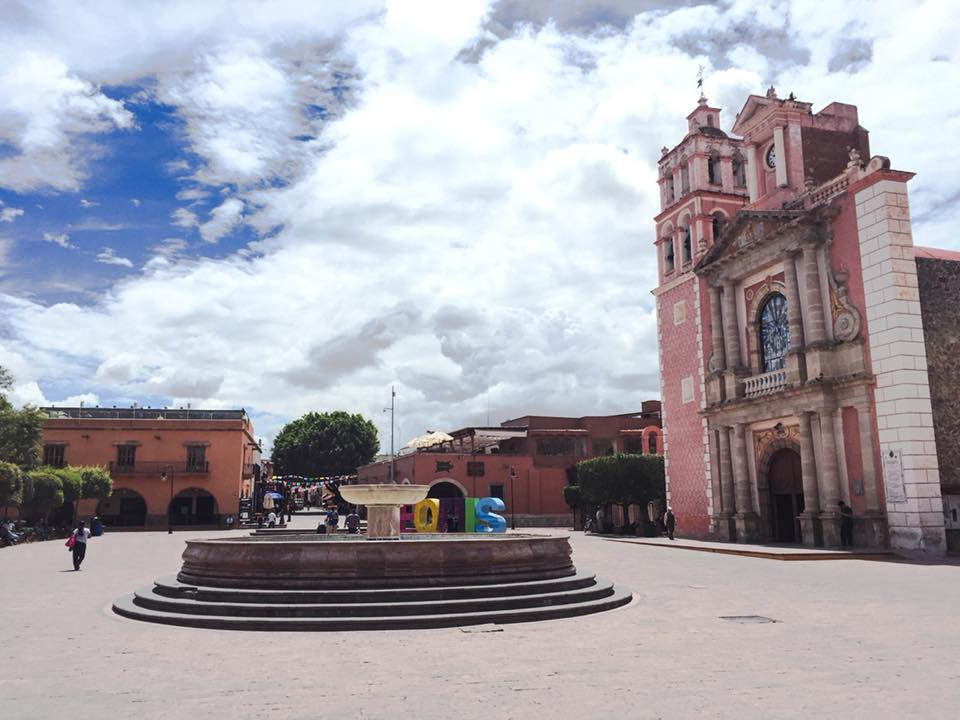
Plaça Miguel Hidalgo. Tequisquiapan, Querétaro.

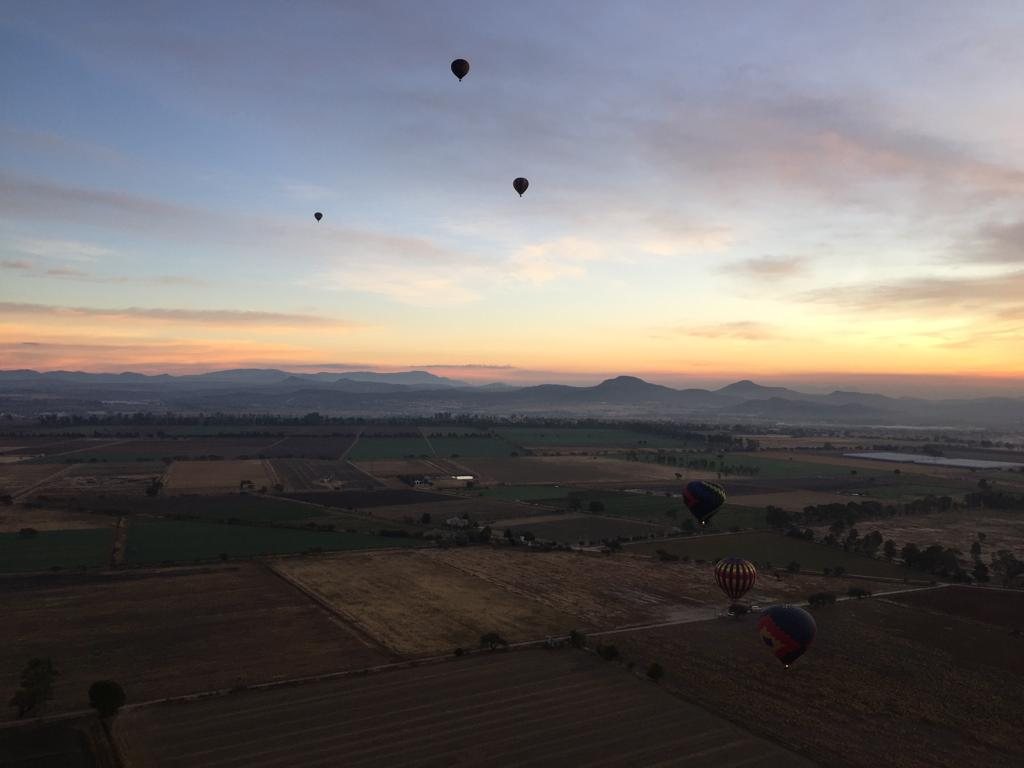
Globus Aerostàtics a Tequisquiapan.

Tequisquiapan és una ciutat localitzada a Mèxic considerada com a Poble Màgic, situada a l'Estat de Querétaro i capçalera del municipi homònim. Forma part de la Zona Metropolitana de San Juan del Río i està a 60 km a l'orient de la ciutat de Santiago de Querétaro, capital de l'Estat. Va ser fundada el 1551 i es troba en una antiga zona d'aigües termals. És part de la regió del Bajío.

## Toponímia
Tequisquiapan (Lloc sobre el riu de tequesquite o salnitre), el seu nom prové del nàhuatl, és un topònim aglutinat que es compon de tres paraules: Tequixqui tl = salnitre o tequesquite (carbonat de sosa), a tl = aigua, apan = lloc sobre o sobre, en otomí (Mbada). L'any de 1656, a iniciativa de Juan Pérez Salmerón, el poblat va prendre el nom definitiu de Tequixquiapan, paraula nàhuatl composta per les arrels Tequexquitl (Tequesquite), Atl (aigua) Apan (lloc), és a dir, lloc d'aigua i tequesquite. El nom va ser assentat en Cédula Reial davant Don Francisco Gutiérrez, alcalde major i Lorenzo Vidal, escribà de sa Majestat, com ho afirma Pedro Martínez de Salazar i Pacheco.

## Història
Aquesta població va ser fundada l'any 1551 per cèdules Reials de Carles V i signada pel Virrei de la Nova Espanya Luis de Velasco. Va ser donada a conèixer pel conqueridor indígena Nicolás de San Luis Montañez el vint-i-quatre de juliol del mateix any, acompanyat dels seus cabdills i capitans Alonso de Guzmán, Alonso de Granados, Ángel de Villafaña i el pare Juan Bautista. Es van congregar en despuntar l'alba els indis Chichimeques i Otomis al lloc assenyalat per a la fundació; es va plantar una creu i es va formar amb un munt de pedres i cobert amb herbes i flors, un altar, on el Pare Juan Bautista va celebrar el sant ofici de la missa.

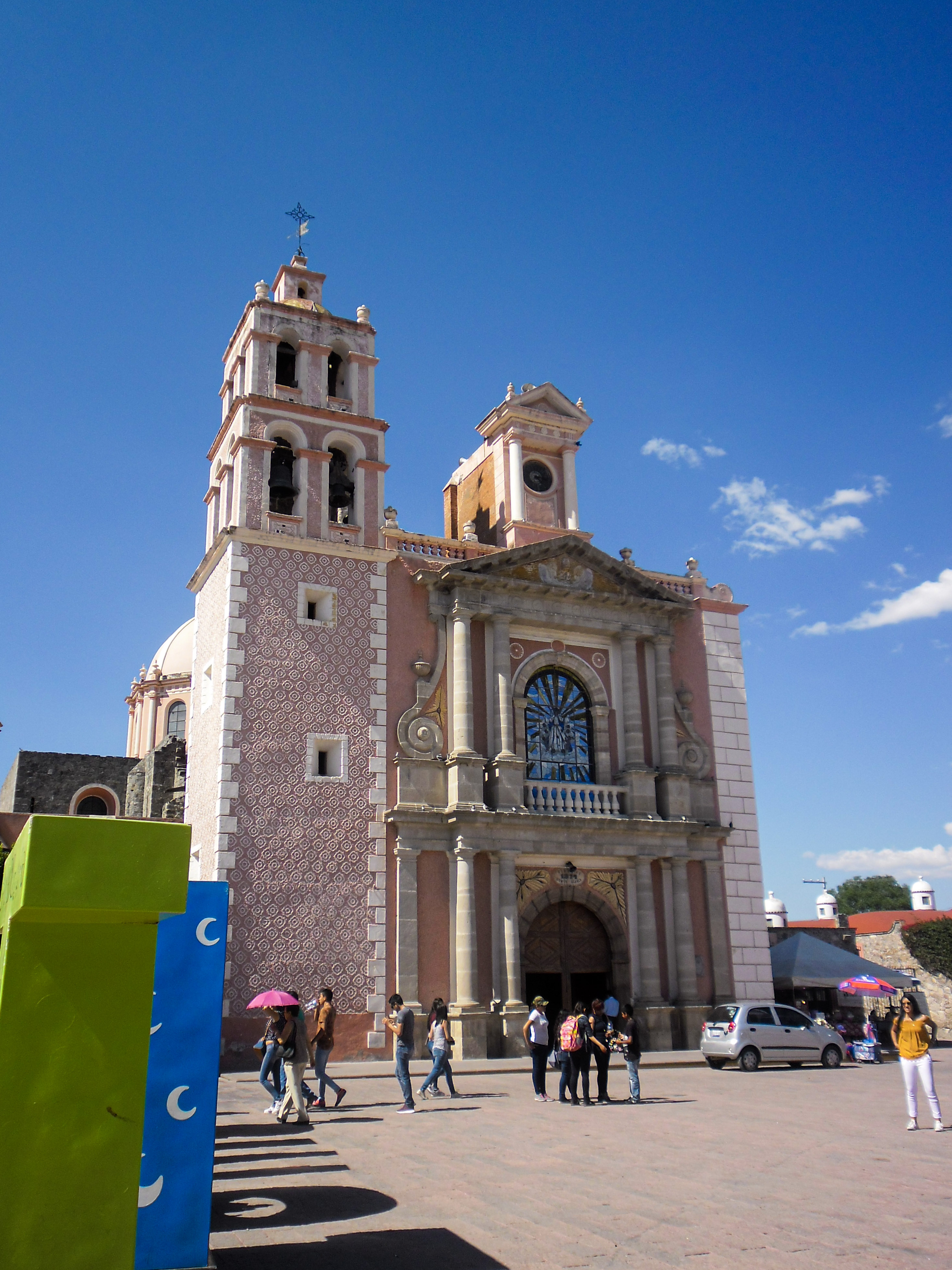
Parròquia Santa Maria de l'Assumpció, ubicada a la plaça Miguel Hidalgo. Tequisquiapan, Querétaro.

La parròquia de Santa Maria de l'Assumpció data del segle XVII a la primera etapa, la segona etapa es va acabar el 1874, a la tercera etapa es va construir la meda taronja, que va ser dirigida per l'Arq. Antonio Olguín, i es va acabar el 1921; aquesta obra es va realitzar gràcies a les feines gratuïtes dels homes de Tequisquiapan.
Tequisquiapan compta amb un decret presidencial signat per don Venustiano Carranza, que l'ubica com a "Centre Geogràfic de la República Mexicana", per això compta amb un monument que rememora aquest fet.
El 17 d'octubre del 2012, va ser declarat per la Secretaria de Turisme com el 4t Poble Màgic de l'Estat de Querétaro i el número 61 del país.

## Comerç
Tequisquiapan té al voltant de 54,929 habitants. En el marc de referència social de les 17 Comunitats i Capçalera Municipal que integren Tequisquiapan, les indústries artesanal, ramadera, agricultora, viticultora, minera, turística i comercial són les principals activitats econòmiques que aquí es desenvolupen. Les festes Patronals de la Capçalera Municipal, tals com el 15 d'agost, data en què es venera la Verge de l'Asumpció, així com la Fira Nacional del Formatge i el Vi i el ressorgiment de la Fira del Toro Bravo, han donat la pauta perquè incrementi tant el turisme com l'economia del lloc.

## Turisme
El Parc Recreatiu 'La Pila' és un lloc d'esbarjo al municipi; mentre que el Centre Geogràfic del País, anomenat així per decret presidencial de Venustiano Carranza, i les Capelles d'Indis, com la Creu Verda; Els Mejía i Santa Maria Magdalena; entre d'altres, són capaços de captar l'atenció dels transeünts per la bellesa arquitectònica. Altres llocs d'interès turístic són la Parròquia Santa Maria de l'Asumpció, Estació Bernal, les Preses Centenari i Pas de Taules, el Riu Sant Joan i el Salitrillo, entre altres espais que emmarquen Tequisquiapan.
També hi ha recorreguts de llegendes pels hotels i carrerons del centre, fires de barri (els barris són les colònies del municipi), vols amb globus aerostàtics, recorreguts guiats per les mines d'òpal de La Trinidad, i diversos museus, com el del formatge i el vi; el de la cistella; entre d'altres. Hi ha una gran varietat de botigues d'artesanies, galeries, cafeteries i llocs d'entreteniment local. A més, als voltants de la localitat abunden els balnearis amb aigües termals i de sofre, perfectes per a dies de camp i diversió familiar.

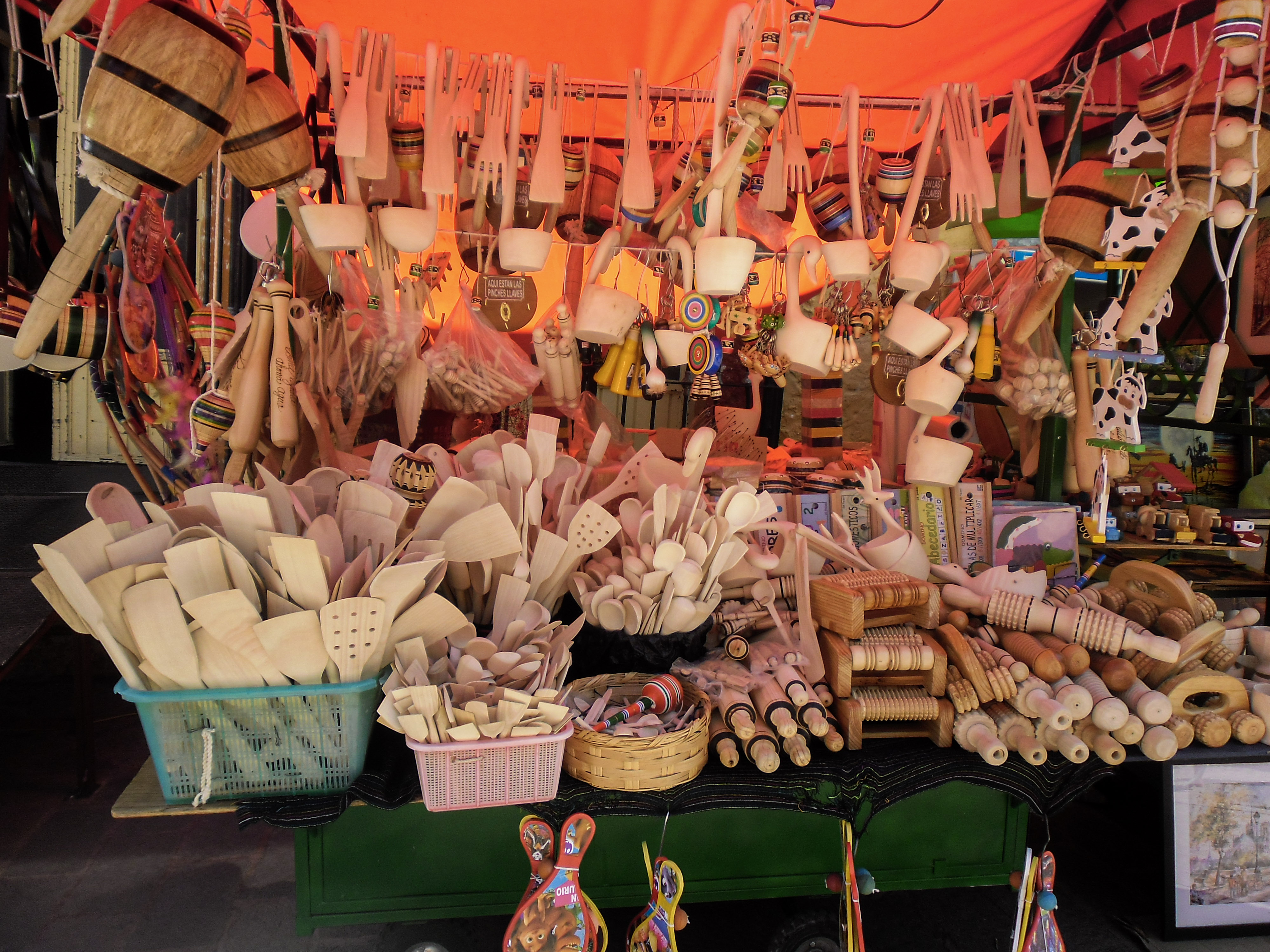
Mercat d'artesanies a Tequisquiapan, Querétaro.

### Agermanaments
- Dolores Hidalgo, Mèxic (1993)[6][7]
- Fort Worth, Estats Units (2008)[8]
- Huichapan, Mèxic (2012)[9][10][11]
- Punta del Este, Uruguai (2013)[12][13]